# Ambystoma silvense
Ambystoma silvense é uma espécie de anfíbio caudado pertencente à família Ambystomatidae. Endêmica do México.